# سوزان هارت (ممثلة)
سوزان هارت (بالإنجليزية: Susan Hart)‏ هي ممثلة أمريكية، ولدت في 2 يونيو 1941 في الولايات المتحدة.

## وصلات خارجية
- سوزان هارت على موقع IMDb (الإنجليزية)
- سوزان هارت على موقع ديسكوغز (الإنجليزية)
- سوزان هارت على موقع قاعدة بيانات الفيلم (الإنجليزية)